# Московська державна академія хореографії
Московська державна академія хореографії — вищий навчальний заклад в Москві. Одна з найкращих хореографічних шкіл світу.

## Випускники

### Народні артисти СРСР
- Лепешинська Ольга Василівна
- Стручкова Раїса Степанівна
- Васильєв Володимир Вікторович
- Максимова Катерина Сергіївна
- Безсмертнова Наталія Ігорівна
- Дроздова Маргарита Сергіївна